# گرترود برگ
گرترود برگ (انگلیسی: Gertrude Berg; ۳ اکتبر ۱۸۹۸ – ۱۴ سپتامبر ۱۹۶۶) یک هنرپیشه، و فیلم‌نامه‌نویس اهل ایالات متحده آمریکا بود. وی بین سال‌های ۱۹۲۹ تا ۱۹۶۱ میلادی فعالیت می‌کرد.